# Бастарда
Баста̀рда (на италиански: Bastarda) хибридна виола, басова разновидност на старите виоли с 6 и 7 струни от типа на гамбите с удължено тяло. Англичаните ѝ добавят и резониращи струни, които са настроени в унисон с останалите. По този начин допълнителните струни придават една специфична и меланхолична звучност.